# Johan Eberhard von Schantz (kammarherre)
Johan Eberhard von Schantz, född 9 juli 1687, död 18 oktober 1762 i Toresunds Församling, var en svensk hovfunktionär.

## Biografi
Johan Eberhard von Schantz föddes 1687 och var son till sekreteraren Christian von Schantz, som adlats som von Schantz 1693, och Adriana Fineman. Han var extra ordinarie hovjunkare och utnämndes till ordinarie hovjunkare 18 september 1714. von Schantz utnämndes 22 mars 1720 till kammarherre. Han avled 1762 i Toresunds församling och begravdes i Toresunds kyrka. von Schantz kista flyttades 1765 och nedsattes den 7 mars i den Schantzka graven i Maria Magdalena kyrka i Stockholm.

### Familj
von Schantz gifte sig 30 november 1714 i Stockholm med grevinnan Eva Catharina Leijonstedt (1695–1762), dotter till riksrådet greve Anders Leijonstedt och dennes hustru friherrinnan Maria Catharina Thegner. De fick tillsammans barnen Eva Maria von Schantz (1715–1794), bankokommissarien Anders von Schantz (1715–1757), Eva Adriana von Schantz (1717–1794) som var gift med kyrkoherden Gabriel Kolmodin i Nyköpings västra församling, kaptenen Christian Eberhard von Schantz (1721–1792), Carolina Beata von Schantz (född 1724) som var gift med kyrkoherden Henrik Collin i Munsö församling, bankokommissarien Johan Ludvig von Schantz (1729–1786), överstelöjtnanten Anton Vilhelm von Schantz (1740–1814) och Olof Mauritz von Schantz (född 1743).